# تشارلز وينسلو
تشارلز وينسلو (بالإنجليزية: Charles Winslow)‏ مواليد 1 أغسطس 1888 في إنجلترا - الوفاة 15 سبتمبر 1963 في جوهانسبرغ، كان لاعب كرة مضرب جنوب أفريقي بدأ مسيرته كمحترف سنة 1907 وكان يلعب باليد اليمنى، اعتزل اللعب في 1925. سبق أن شارك في دورة الألعاب الأولمبية الصيفية وفاز بميدالية أولمبية.

## الميداليات
| الميدالية | المسابقة                       |
| --------- | ------------------------------ |
| ذهبية     | الألعاب الأولمبية الصيفية 1912 |
| ذهبية     | الألعاب الأولمبية الصيفية 1912 |
| برونزية   | الألعاب الأولمبية الصيفية 1920 |

## روابط خارجية
- تشارلز وينسلو على موقع رابطة محترفي التنس (الإنجليزية)
- تشارلز وينسلو على موقع الاتحاد الدولي لكرة المضرب (الإنجليزية)
- تشارلز وينسلو على موقع كأس ديفيز (الإنجليزية)
- تشارلز وينسلو على موقع بطولة ويمبلدون (الإنجليزية)
- تشارلز وينسلو على موقع خلاصة التنس.كوم (الإنجليزية)
- تشارلز وينسلو على موقع اللجنة الأولمبية الدولية (الإنجليزية)
- تشارلز وينسلو على موقع أوليمبيديا (الإنجليزية)